# Knoxville Challenger 2013
Il Knoxville Challenger 2013 è stato un torneo di tennis facente parte della categoria ATP Challenger Tour nell'ambito dell'ATP Challenger Tour 2013. È stata la 10ª edizione del torneo che si è giocato a Knoxville negli Stati Uniti dal 4 al 10 novembre 2013 su campi in cemento indoor e aveva un montepremi di €50,000.

## Partecipanti singolare

### Teste di serie
| Nazionalità | Giocatore       | Ranking* | Testa di serie |
| ----------- | --------------- | -------- | -------------- |
| Stati Uniti | Tim Smyczek     | 83       | 1              |
| Stati Uniti | Denis Kudla     | 90       | 2              |
| Stati Uniti | Jack Sock       | 94       | 3              |
| Stati Uniti | Michael Russell | 96       | 4              |
| Stati Uniti | Donald Young    | 104      | 5              |
| Stati Uniti | Ryan Harrison   | 105      | 6              |
| Stati Uniti | Rajeev Ram      | 120      | 7              |
| Stati Uniti | Alex Kuznetsov  | 121      | 8              |

- Ranking al 28 ottobre 2013.

### Altri partecipanti
Giocatori che hanno ricevuto una wild card:
- Jarryd Chaplin
- Jarmere Jenkins
- Jack Sock

Giocatori che sono passati dalle qualificazioni:
- Mitchell Frank
- Takanyi Garanganga
- Kevin King
- Sanam Singh
- Fritz Wolmarans (lucky loser)

Giocatori che hanno ricevuto un entry come alternate:
- Edward Corrie
- Denis Kudla
- David Rice

Giocatori che hanno ricevuto un entry con un protected ranking:
- Laurent Rochette

## Vincitori

### Singolare
Tim Smyczek ha battuto in finale  Peter Polansky con il punteggio di 6–4, 6–2.

### Doppio
Samuel Groth /  John-Patrick Smith hanno battuto in finale  Carsten Ball /  Peter Polansky con il punteggio di 6(6)–7, 6–2, [10–7].